# 余命検索サービス X-DAY
『余命検索サービス X-DAY』（よめいけんさくサービス　エックスデイ）とは、ナムコ（現・バンダイナムコエンターテインメント）が1994年に発売したアーケードゲーム（エレメカ）。
未来の戸籍にアクセスしてプレイヤーの寿命を検索するという設定の、寿命診断ゲームである。2人同時プレイが可能。

## 概要
ゲームをスタートし、プレイヤーは現在の年齢と性別を入力する。
- 初期値 - 平均余命

が設定されて
- 食 EATING - 食習慣、2問出題
- 体 BODY - 健康・老化度、2問出題
- 心 MIND - 性格・ストレス、2問出題
- 環 ECOLOGY - 環境汚染度、1問出題
- 技 SURVIVAL - サバイバル度、1問出題

の5つのジャンルから、普段の生活についてや、「このようなときどうするか」といった質問が出され、「はい」なら左に、「いいえ」なら右にレバーを倒して答えていく。
適切な回答ならば「生存残日数」が増加し、不適切な回答または無回答ならば減少する（これには回答までの時間も加味される）。またプレイ中には「精密検査」 - 生存知識を試すカルトなクイズ（前述した5つのジャンルのどれか1つでランダムに発生、出題数はジャンルによって異なる）も行われる。
その後
- 運 LUCK - 幸運度

でルーレット方式で残日数が増加/減少される。このルーレットの日数は、「平均値からどれだけかけ離れているか」でスタート時の日数が決まり、スタートすると猛スピードで減っていき、どちらにも倒さずにいると0となる。
ゲーム終了後、生存残日数がプラスなら「生存証明書」、マイナス（現在既に死んでいる状態）なら「ゾンビ証明書」が印字されて発行される。証明書には上に書かれている8つの要素による寿命の増減が「明細」として記載される。証明書の裏面は「X-DAY」に関する説明がQ&A形式で書かれている（明細そのものは感熱紙に印刷されるため、長期間保存すると印刷はかすれる。これをQ&Aでは、未来が大きく変貌したので証明書が「無効」になったと説明している）。
結果は筐体に記録され、ランキングである「長寿番付」と「ゾンビ番付」が表示される。
生存証明書には、「現時点の成績」としてプレイヤーのランクが印刷される。X-DAY2では、プレイヤーと地球生物の寿命記録に対するランク、「お客様VS地球生物」や、今回の臨死体験の回数（ゲーム中に生存残日数がマイナスになってからプラスに戻った時の回数）が印刷される。

## 移植・続編
- 1995年には続編『恋愛寿命+肉体寿命 X-DAY2』が発表・稼働開始した。2人の愛の残日数を測定できる恋愛寿命モードが追加された。1人プレイでは相手のデータを入力して仮想的に測定できたり、データ入力の際に選べる被験者の性別も男性・女性だけでなく元男性・元女性まであった。同性同士の測定も可能である。あまりスペースを取らないという形からかナムコ直営店を始め多数稼働していたが、現在では希少。現存しているほとんどの基板が『2』である[要出典]。
- ナムコの携帯サイト（ナムコEZパーク、ナムコiランド）では、ウェブゲームの形でプレイできる。
- 『SUPER X-DAY X』と『SUPER X-DAY X'95』という同人ゲームがX68000専用で発売された（開発元はWORKS&TRAX）。プリンタが接続されていれば、結果が実際に印刷される。
- かつてぷろ家というサイトで@niftyアカウントなどを使用してFlashを有料でプレイできたが、現在はサービスを終了している。
- Roblox・windows用に現在『HYPER X-DAY X'24』が制作中である。但し、現在公開されているのはRoblox版のみである。現在はまだアクセスは出来るがプレイは出来ない。（製作元はHYPER X-DAY X'24開発グループ）

## サウンド
BGMは独特のテクノ調の物が用いられており、ゲームの持つ近未来的な世界観を高めている。作曲者は佐宗綾子。『2』では石川哲彦のほか細江慎治・佐野信義も参加している。
サウンドトラック、『NAMCO GAME SOUND EXPRESS VOL.15 X-DAY』が1994年10月21日に発売されている。後に『ナムコ・ゲームサウンド・エクスプレス VOL.27 X-DAY2』も発売された。